# Vesteinn Vegeirsson
Vesteinn Vegeirsson (899 - 963) fue un vikingo y bóndi del reino de Sogn, Noruega que emigró a Islandia con sus hermanos, animado por Vébjörn sygnakappi Végeirsson y fundó un asentamiento en Haukadalur. Estaba casado con Þórhildur Bjartmarsdóttir (n. 902), hija de Bjartmar Ansson, y de esa relación nacieron dos hijos: Vésteinn Vésteinsson y Auður Vésteinsdóttir, que sería esposa de Gísle Súrsson. Todos ellos aparecen como personajes de la saga de Gísla Súrssonar. Según Landnámabók Vesteinn cedió la mitad de Haukadalur a Þorbjörn Þorkelsson cuando llegó a la isla, sin embargo la saga cita que compró la tierra y emplazó su hacienda en Sæból.